# Lone Tree (Colorado)
Lone Tree è un centro abitato (city) degli Stati Uniti d'America, situato nella contea di Douglas dello Stato del Colorado. Nel censimento del 2000 la popolazione era di 4.873 abitanti.

## Geografia fisica
Secondo i rilevamenti effettuati dal United States Census Bureau, Lone Tree si estende su una superficie di 4,5 km².